# Prvenstvo Avstralije 1926
Prvenstvo Avstralije 1926 v tenisu.

## Moški posamično
John Hawkes :  Jim Willard, 6–1, 6–3, 6–1

## Ženske posamično
Daphne Akhurst Cozens :  Esna Boyd Robertson, 6–1, 6–3

## Moške dvojice
John Hawkes /  Gerald Patterson :  James Anderson /  Pat O'Hara Wood 6–1, 6–4, 6–2

## Ženske dvojice
Meryl O'Hara Wood /  Esna Boyd Robertson :  Daphne Akhurst Cozens /  Marjorie Cox Crawford 6–3, 6–8, 8–6

## Mešane dvojice
Esna Boyd Robertson /  Jack Hawkes :  Daphne Akhurst Cozens /  Jim Willard 6–2, 6–4